# 阿豆佐和気命神社
阿豆佐和気命神社（あずさわけのみことじんじゃ）は、東京都利島村にある神社。利島村の氏神・鎮守。
同名の式内社に比定されている。

## 概要
創建は不詳だが、式内社に比定されているので、起源は古代以前に遡る。村民には「明神様」として親しまれてきた。
元旦1月1日の「ジックワ火」や、正月三が日（1月1日-3日）に島の南部・西部にある
- 一番神様・阿豆佐和気命本宮（あずさわけのみことほんぐう）
- 二番神様・大山小山神社（おおやまこやまじんじゃ）
- 三番神様・下上神社（おりのぼりじんじゃ）

を廻る「山廻り」の風習で知られる。

## 祭神
- 阿豆佐和気命（あづさわけのみこと） - 伊豆諸島開拓神・事代主命の王子。
- 下上命（おりのぼりのみこと） - その后。